# Paragonah
Paragonah é uma cidade  localizada no estado norte-americano de Utah, no Condado de Iron.

## Demografia
Segundo o censo norte-americano de 2000, a sua população era de 470 habitantes.. Em 2006, foi estimada uma população de 465. A população estimada em 2023 é de 678 habitantes, com idade mediana de 38,6 anos. 

## Geografia
De acordo com o United States Census Bureau tem uma área de
1,5 km², dos quais 1,5 km² cobertos por terra e 0,0 km² cobertos por água. Paragonah localiza-se a aproximadamente 1792 m acima do nível do mar.

## Clima
Paragonah possui um clima classificado como semiárido frio. Devido à sua altitude elevada, as variações de temperatura entre o dia e a noite são bastante significativas, e o inverno é marcado por temperaturas negativas e queda de neve.
- Temperaturas médias:
  - Verão (julho): mínimas de ~11 °C e máximas de até 35 °C
  - Inverno (janeiro): mínimas de −9 °C e máximas de 4–7 °C
- Precipitação anual:
  - Em torno de 310 a 330 mm, distribuída principalmente no outono e na primavera
- Neve:
  - Acumulação anual de cerca de 25 a 35 cm

- Zona de rusticidade de plantas (USDA): Zona 6a
  - Temperaturas mínimas médias: −23 °C a −17 °C[5]

## Vegetação
A vegetação de Paragonah é representativa da transição entre o deserto da Great Basin e as florestas alpinas das Montanhas de Tushar. A flora local é adaptada ao clima seco e às altitudes elevadas, com predominância de:
- Arbustos nativos como sagebrush (artemísia);
- Plantas xerófitas resistentes à seca;
- Culturas agrícolas: feno (alfafa), pastagens e pequenas hortas familiares;
- Árvores de montanha nas regiões mais altas, como pinheiros, álamos e cedros;
- Vegetação ripária: limitada às margens de córregos sazonais, como o Red Creek.[6]

## Localidades na vizinhança
O diagrama seguinte representa as localidades num raio de 36 km ao redor de Paragonah.